# Język võro
Język võro (võro kiil), także võru lub võro-seto – język ugrofiński z podgrupy bałtycko-fińskiej (rodzina uralska), właściwy dla ludności Võro zamieszkałej w południowo-wschodniej części Estonii, oraz w przygranicznych rejonach Łotwy i Rosji (nad jeziorem Pejpus).
Według danych z 2013 r. posługuje się nim 87 tys. osób. Jest zdecydowanie zagrożony wymarciem, ze względu na presję ze strony języków większościowych.
Wyróżnia się trzy dialekty: wschodni, zachodni i seto. Dialekt seto jest bliski võro wschodniemu, ale wielu jego użytkowników ma odrębną tożsamość językową.
Przez długi czas uważany za dialekt języka estońskiego, po rozpadzie ZSRR został uznany przez miejscowe władze za odrębny język. Ma status języka regionalnego w prowincji Tartu (pol. Dorpat) i jest wykładany w 26 szkołach. Dwa razy w miesiącu wychodzi w nim gazeta „Uma Leht”. Mimo to ulega zanikowi. Przekład Biblii na võro powstał w 1686 roku.
Od 2019 roku wolontariusze i aktywiści tworzą Wikipedię w języku võro. W tym języku zostało już napisanych około 5500 artykułów. 

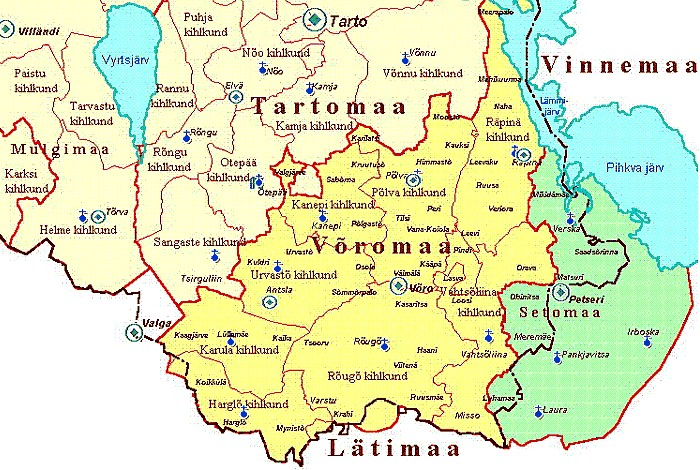
Obszar języka võro (Võromaa) w historycznych granicach: pomiędzy Dorpatem i jeziorem Pejpus, w Rosji (Vinnemaa) oraz na Łotwie (Lätimaa)
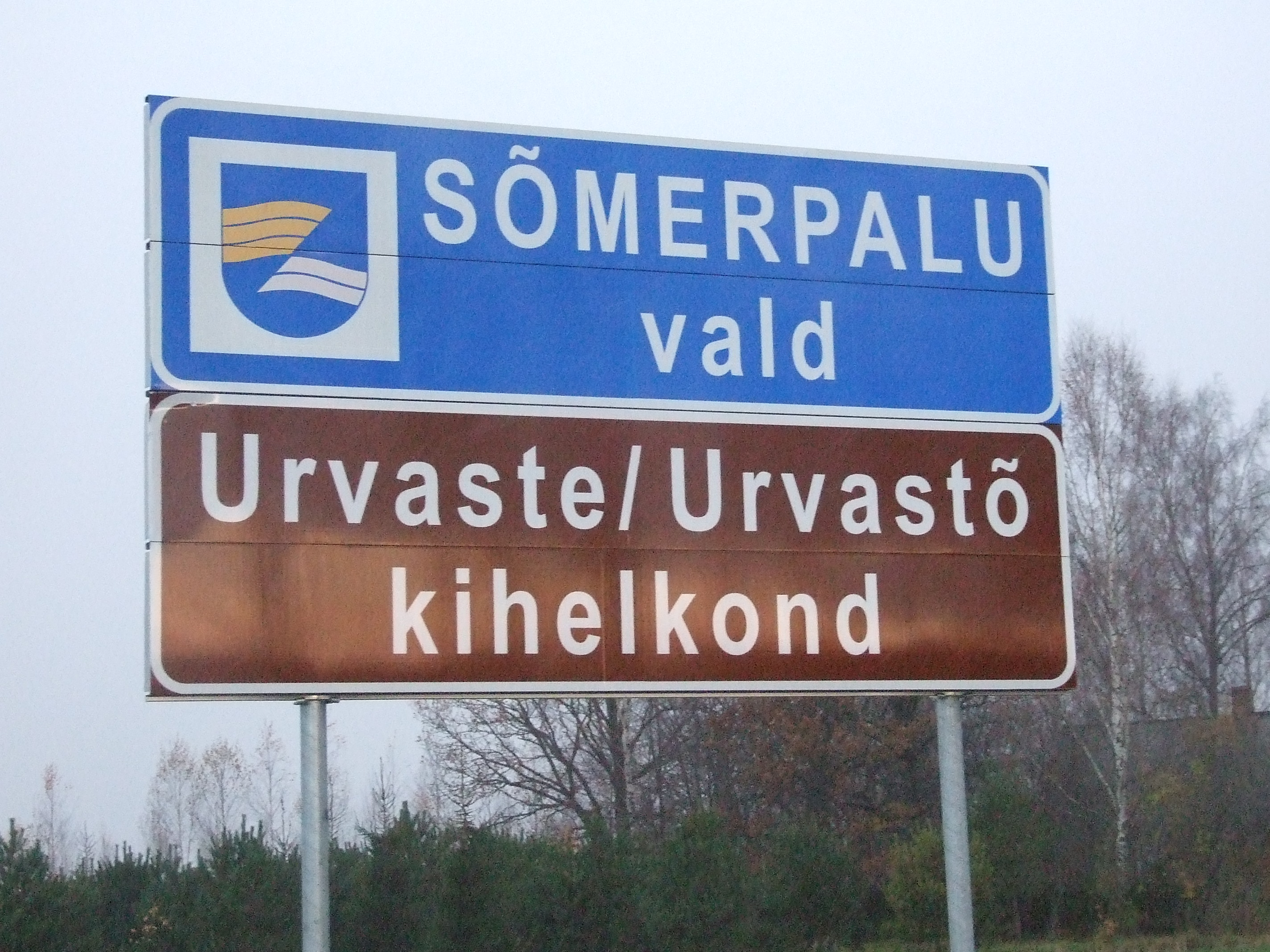
Dwujęzyczna tablica oznaczająca nazwę prowincji w Estonii w języku estońskim (napis Urvaste) i võro (napis Urvastõ)
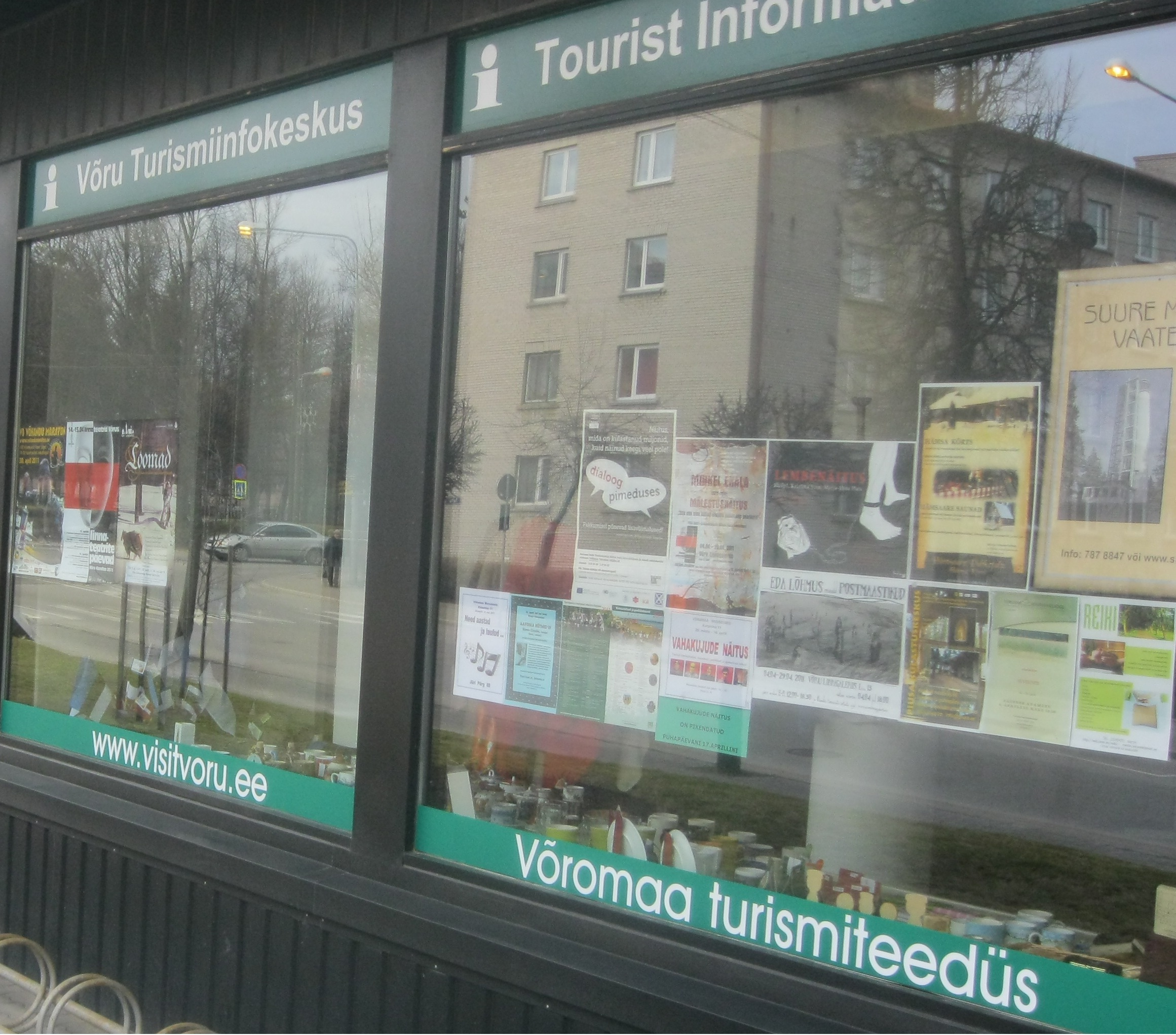
Trójjęzyczne napisy w centrum informacji turystycznej w Võru
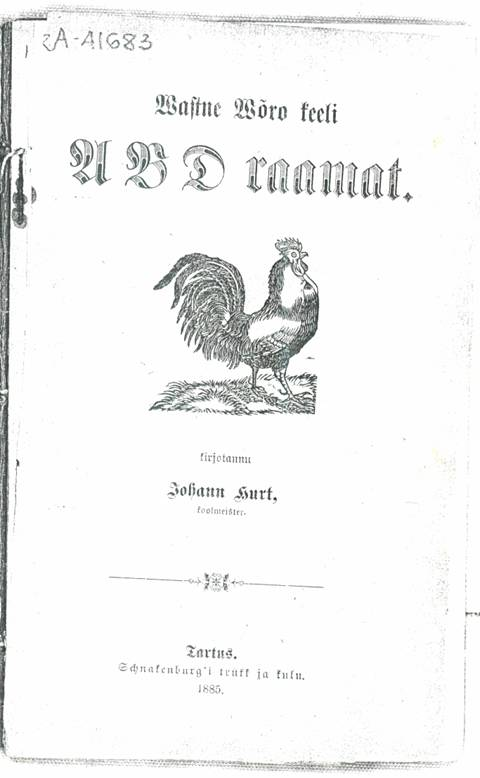
Abecadło w võro napisane przez Johanna Hurta w 1885 r.: „Wastne Wõro keeli ABD raamat”
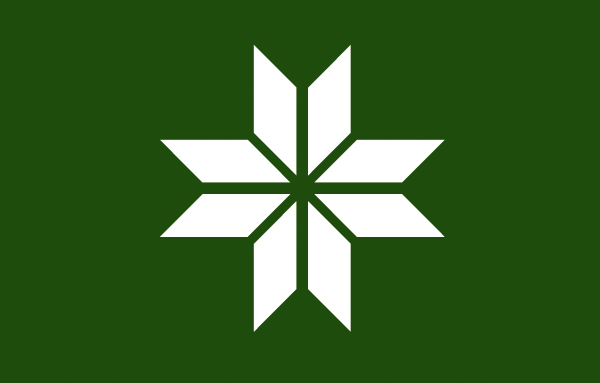
Flaga võro